# Bernhard Molique

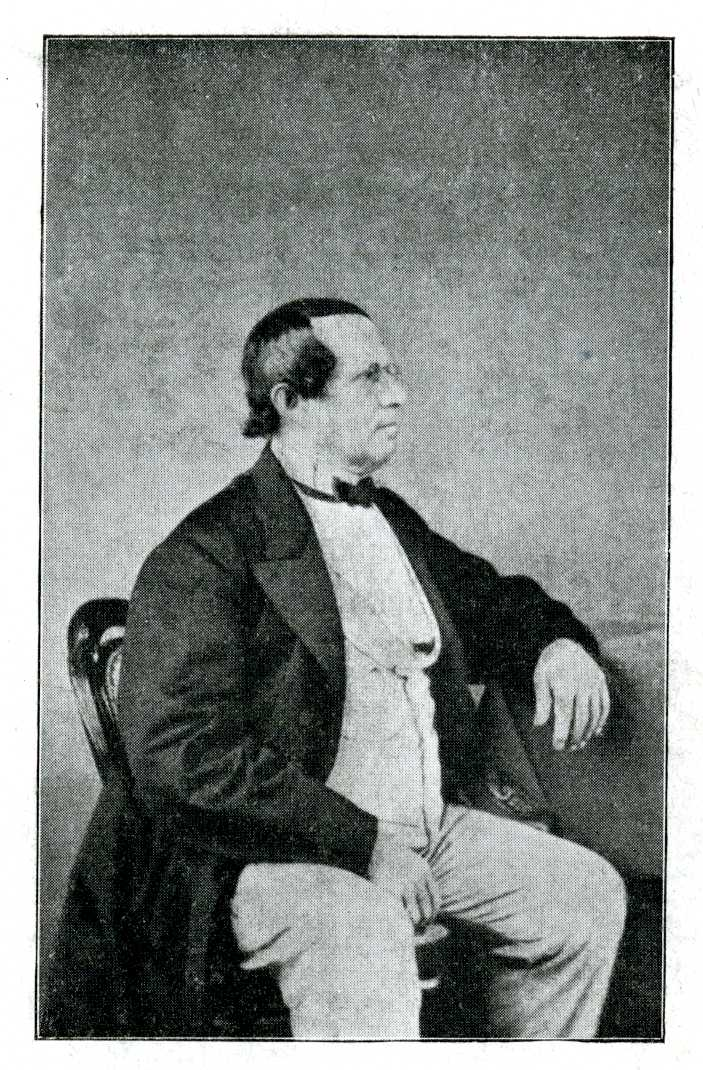
Bernhard Molique

Wilhelm Bernhard Molique (* 7. Oktober 1802 in Nürnberg; † 10. Mai 1869 in Cannstatt bei Stuttgart) war ein deutscher Komponist und Violinist.

## Leben
Molique wurde als Sohn des elsässischen Fagottisten und Violinisten Christian Molique geboren, der ihn zunächst auch unterrichtete. Bereits als Sechsjähriger trat er öffentlich auf. Während eines Gastspiels in Nürnberg erteilte ihm Louis Spohr Geigenunterricht. Später studierte er Violine bei Pietro Rovelli (1793–1838) in München und erhielt anschließend eine Anstellung am Theater an der Wien. 1820 wurde er Nachfolger Rovellis in der Hofkapelle München. Im gleichen Orchester spielte auch der Flötist Theobald Böhm, mit dem er Freundschaft schloss.
1825 heiratete Molique; in der Ehe wurden vier Töchter geboren. 1826 wurde er nach Stuttgart an das dortige Hoftheater berufen. Dort wirkte er fast 23 Jahre als Königlicher Musikdirektor und Konzertmeister. Mehrere Konzertreisen führten Molique unter anderem nach Russland und England, und von 1849 bis 1866 wirkte er in London als Interpret, Komponist und Lehrer. 1861 erhielt er eine Professur für Komposition an der Royal Academy of Music. Die letzten Jahre seines Lebens verbrachte er wieder in Cannstatt bei Stuttgart, heute Stuttgart-Bad Cannstatt. Seine sterblichen Überreste liegen dort auf dem Friedhof Uff-Kirchhof begraben.

## Werke
Molique war als Komponist offenbar weitgehend Autodidakt. In seiner Musik zeigen sich Einflüsse von Beethoven, Mozart, Mendelssohn und besonders von Spohr. Die Entwicklungen von Berlioz, der sich lobend über sein Violinspiel äußerte, und der Neudeutschen Schule griff er nicht auf.
Molique komponierte unter anderem eine Sinfonie, sechs Violinkonzerte (die Nr. 5 wurde von Joseph Joachim gerühmt), ein seinerzeit sehr geschätztes Cellokonzert, ein noch heute viel gespieltes Oboenkonzert und ein Flötenkonzert. Außerdem schuf er Kammermusik und Vokalwerke, darunter zwei Messen und zahlreiche Lieder.